# Wang Bi
Wang Bi (chinesisch 王弼 / 王弼, Pinyin Wáng Bì; * 226; † 249), Volljährigkeitsname Fusi (辅嗣), war ein chinesischer Philosoph. Wang Bi war niederer Beamter im Staate Wei in der Zeit der Drei Reiche. Er war verheiratet und hatte eine Tochter. Wang Bi starb bereits mit 23 Jahren.

## Werk
Wang Bi zählt zu den bedeutendsten Kommentatoren von Laozis „Daodejing“ sowie des I Ging. Die zu seinem Kommentar gehörende Textversion des Daodejing galt bis zur Entdeckung des Mawangdui-Textes 1973 als die am besten erhaltene.
Er verstand sich selbst als Konfuzianer. Mit seiner Auslegung des Daodejing in den Jahren der turbulenten Zeit der Drei Reiche wollte er zur Wiederherstellung der Ordnung beitragen und einen zum Gedankengut des Konfuzianismus passenden Daoismus schaffen.
Sein Laozi-Kommentar räumt dem Nichts (wu) eine zentrale Stellung ein. Es ist für ihn das höchste Prinzip (li) und mit dem Dao identisch. Einerseits ist es die Quelle des Seins, andererseits durchdringt es das Sein und verleiht jedem Ding sein Sosein (ran). Wang Bi denkt also das Nichts als solches und nicht als Negation des Seins.